# Marcipalina laportei
Marcipalina laportei là một loài bướm đêm trong họ Erebidae.